# Холнсет
Холнсет (њем. Hollnseth) општина је у њемачкој савезној држави Доња Саксонија. Једно је од 57 општинских средишта округа Куксхафен. Према процјени из 2010. у општини је живјело 922 становника. Посједује регионалну шифру (AGS) 3352024.

## Географски и демографски подаци
Холнсет се налази у савезној држави Доња Саксонија у округу Куксхафен. Општина се налази на надморској висини од 20 метара. Површина општине износи 20,8 km². У самом мјесту је, према процјени из 2010. године, живјело 922 становника. Просјечна густина становништва износи 44 становника/km².

## Међународна сарадња
| Мјесто | Држава | Врста сарадње | Од    |
| ------ | ------ | ------------- | ----- |
|        | Пољска | партнерство   | 1992. |
| Извор  |        |               |       |

## Историја
Холлнсетх је припадао бременској кнежевској архиепископији, основаној 1180. Године 1648. кнежевска архиепископија претворена је у бременско војводство, којим је прво владала Шведска круна, а та владавина је прекинута данском окупацијом (1712-1715). Од 1715. године власт преузима хановерска круна. Године 1807. Краљевина Вестфалија припојила је војводство, пре него што га је Француска анексирала 1810. Године 1813. војводство је враћено у бирачко тело Хановера, које је - након што је 1814. прешло у Краљевину Хановер - инкорпорисало војводство у праву унију а војводска територија, укључујући Холлнсетх, постала је део нове регије Стаде, основане 1823.